# Sela, Sežana
Sela este o localitate din comuna Sežana, Slovenia, cu o populație de 48 de locuitori.